# Center for Economic and Policy Research
Das Center for Economic and Policy Research (CEPR) ist eine linksliberale Denkfabrik für Wirtschafts- und Sozialpolitik mit Sitz in Washington, D.C. Das CEPR wurde 1999 von den Ökonomen Dean Baker und Mark Weisbrot gegründet. Das CEPR gehört zu den 25 meistzitierten Denkfabriken der USA.
Das CEPR hat keine Verbindung zum britischen Centre for Economic Policy Research, das die gleiche Abkürzung verwendet.